# 나카노촌 (시가현)
나카노촌(中野村)은 시가현 가모군에 설치되었던 촌이다.